# Marcel Hârjoghe
Marcel Hârjoghe (n. 5 februarie 1937, Brăila – d. 14 august 1994, Galați) a fost un actor român.
Absolvent IATC promoția 1960 la clasa profesorului A. Pop. Marțian, asistent Cornel Todea, coleg de an cu Stela Popescu, Sebastian Papaiani, Rodica Popescu-Bitănescu, Anda Caropol, Brândușa-Zaita Silvestru, Sorin Gheorghiu, Oana Diamandi și Agatha Nicolau.
Își susține examenul cu rolul Ahov din Nu-i întotdeauna praznic de Aleksandr Ostrovski.
Repartizat la Teatrul "Maria Filotti" din Brăila (1960-1966).
Actor al Teatrului Dramatic Galați "Fani Tardini" (1966-1994).

## Filmografie
- Ultimul cartuș (1973)
- Doi ani în vacanță (1974), coproducție

## Teatru
- Zaharia Trahanache – “O scrisoare pierdută” de I.L. Caragiale,
- Dimitrie Cantemir - “Vodă Cantemir“ de Dan Tărchilă,
- Moțoc Vornicul - “Despot Vodă“ de Vasile Alecsandri,
- Cadâr - “Tache, Ianke și Cadâr“ de V.I. Popa,
- Sorcovă - “Domișoara Nastasia“ de M. G. Zamfirescu,
- Moș Ion Roată - “Cuza Vodă“ de Mircea Ștefănescu,
- Richard Drewett - “Jupiter se amuză“ de A. J. Cronin,
- Arhitectul Alquist - “R.U.R. “ de Karel Čapek,
- Capelanul Destogumber - “Sfânta Ioana“ de George Bernard Shaw,
- Ermil Zotaci Ahov - “Nu-I întotdeauna praznic“ de Aleksander Ostrovski,
- Caporal Uria - “Un om = un om“ de Berthold Brecht,
- Grigori Bârzoi – “Chirița în provincie“ de Vasile Alecsandri,
- Pictorul - “A treia țeapă“ de Marin Sorescu,
- Miltemberger - “Libertate la Bremen“ de R. W. Fassbinder,
- Infirmul - “În căutarea sensului pierdut“ de Ion Băieșu,
- Judecătorul - “Domnul Puntila și sluga sa Matti“ de B. Brecht,
- Comisarul - “Avarul“ de Molière,
- Logofătul Trotușanu - “Viforul“ de Delavrancea,
- Krull - “Soldățelul de plumb“ de Șașa Lichy,
- La Rose - “Căsătorie prin concurs“ de Carlo Goldoni,
- Fratele - “Ciudatul rol al întâmplării“ de Băieșu,
- Dl. Atropos - “Pielea ursului“ de Pierre Chesnot,
- Dl. Bonaparte - “Băiatul de aur“ de Clifford Odets,
- Pavel - “Prima zi de libertate“ de Leon Kruczkowski,
- Maiorul Swindon - “Discipolul diavolului“ de G. B. Shaw,
- Moș Tănase - “Răzvan și Vidra“ de B. P. Hasdeu,
- Grigore - “Groapa“ de Eugen Barbu,
- Montagu - “Romeo și Julieta“ de Shakespeare,
- Turculeț - “Opinia publică“ de Aurel Baranga,
- Gaston Shmalz - “Frank al V-lea“ de Friedrich Dürrenmatt,
- Florian - “Hoțul de vulturi“ de D. R. Popescu,
- Vincentio - “Femeia îndărătnică“ de Shakespeare,
- Hangiul - “Hanul de la răscruce“ de Horia Lovinescu